# 平赵
句渠知所建大秦政权的年号是平赵（320年六月），共计1个月。

## 纪年
| 平赵 | 元年  |
| 公元 | 320年 |
| 干支 | 庚辰  |

## 参看
- 中国年号列表#漢趙
- 同期存在的其他政权年号
  - 大兴（318年三月-321年）：东晋皇帝晉元帝的年号
  - 建兴：前凉政权年号
  - 玉衡（311年-334年）：成汉政权李雄的年号

## 資料來源
- 李崇智，《中国历代年号考》，中华书局，2001年1月 ISBN 7101025129